# محطة سيرو دومينادور للطاقة الشمسية الحرارية
محطة سيرو دومينادور للطاقة الشمسية الحرارية (بالإسبانية: بلانتا سولار سيرو دومينادور ) عبارة عن محطة للطاقة الشمسية المركزة والطاقة الكهروضوئية بقدرة 210 ميجاوات  تقع في بلدة ماريا إيلينا  في منطقة أنتوفاجاستا في تشيلي ، حوالي 24 كيلومتر (15 ميل) الغرب والشمال الغربي من سييرا جوردا . تمت الموافقة على المشروع من قبل الحكومة التشيلية في عام 2013، وبدأت أعمال البناء من قبل شركة أبينجوا سولار تشيلي، وهي فرع من شركة أبينجوا الإسبانية المتعددة الجنسيات. وتم افتتاح مجمع الطاقة في 8 يونيو 2021. 

## تاريخ المشروع
بدأت أعمال البناء في مايو 2014. في 29 أغسطس 2015، قاد العمال إضرابًا بسبب ظروف العمل السيئة.  في أعقاب مشاكل شركة أبينجوا المالية، توقف البناء في يناير 2016، بعد طرد حوالي 1500 عامل من المشروع، ولم يتبق سوى موظفي الصيانة في الموقع.   تم الانتهاء من البناء بنسبة تزيد عن 50٪.  في أكتوبر 2016، أصبحت EIG Global Energy Partners المالك الوحيد للمشروع، بعد الحصول الإستحواذ على أبينجوا، التي ظلت شريكًا تكنولوجيًا وإنشائياً. 
في فبراير 2018، بعد أن أكملت أبينجوا بناء قسم الطاقة الكهروضوئية بقدرة 100 ميجاوات، بدأت المحطة في العمل. 
في مايو 2018، أنهت EIG Global Energy Partners تمويلًا بقيمة 758 مليون دولار، ودخلت أبينجوا في شراكة مع أكسيونا لإعادة إكمال البناء وتنفيذ المرحلة الثانية من وحدة الطاقة الشمسية المركزة، والذي حدث في يونيو 2018. ومن بين ممولي التمويل ناتيكسيس ، ودويتشه بنك ، وسوسيتيه جنرال ، وإيه بي إن أمرو، وبانكو سانتاندر، وكومرتس بنك ، وبي تي جي باكتوال .   
وفي فبراير 2020، تم البدء في عملية صهر 45 ألف طن ملح في وحدة التخزين الحراري. تم إنتاج خليط الملح من قبل شركة التعدين أس كيو أم، وهي مورد كيميائي تشيلي للأسمدة واليود والليثيوم والمواد الكيميائية الصناعية.  
وتم رفع طول المستقبلات الشمسية الذي يبلغ وزنها 2300 طن في نهاية شهر فبراير 2020 إلى ارتفاع 220 مترًا في البرج المركزي للمجمع، مما يمنح البرج ارتفاعًا إجماليًا يبلغ 252 مترًا. 

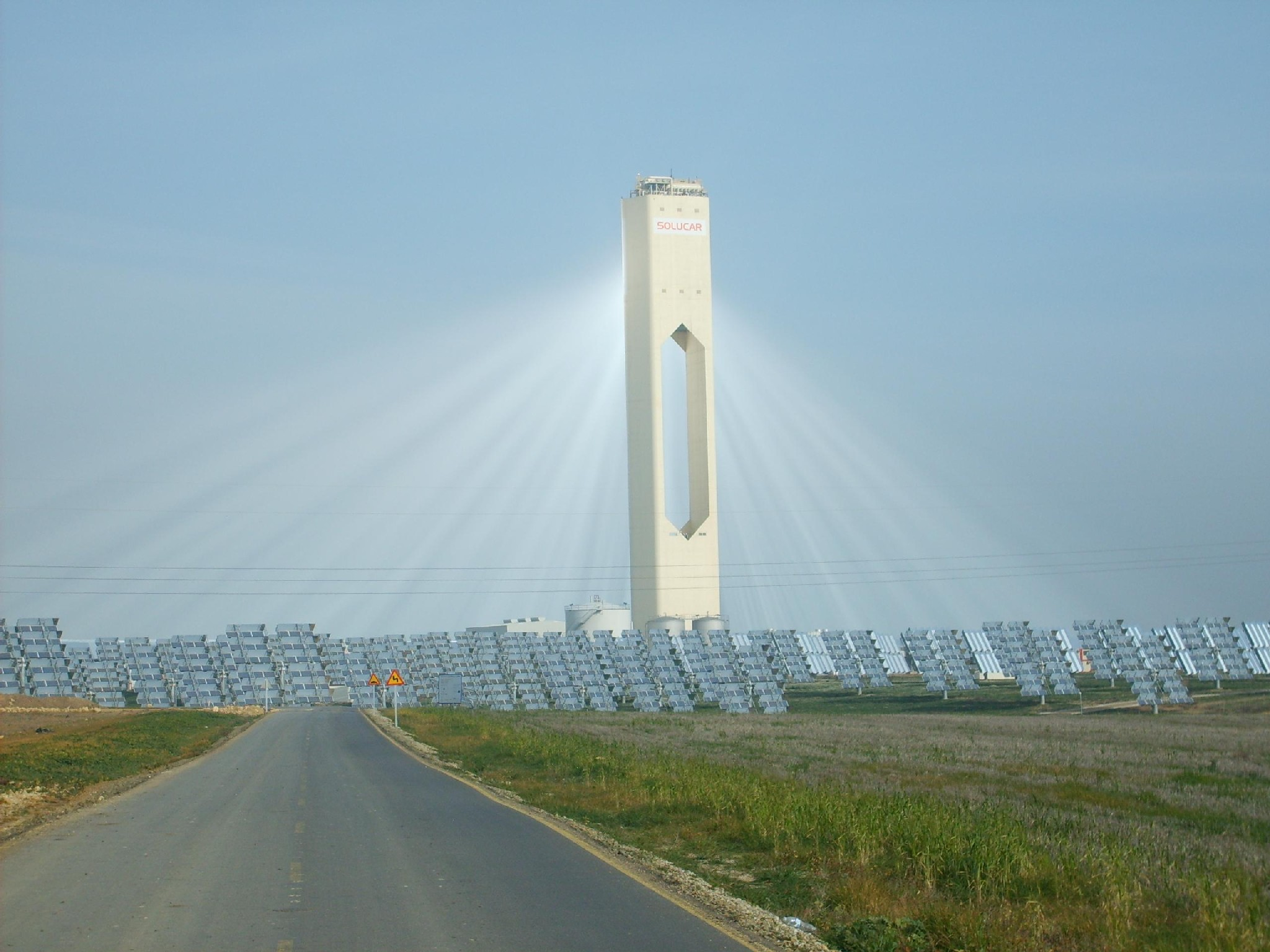
PS10 هي أول محطة تجارية للطاقة الشمسية المركزة (CSP) في العالم، تم بناؤها في الأندلس ، إسبانيا. يُطلق على الطاقة الشمسية المركزة أيضًا اسم "الطاقة الشمسية المركزة" أو "الطاقة الشمسية الحرارية المركزة".

### هدف المشروع
يعد المشروع جزءًا من البرنامج الوطني للطاقة المتجددة في تشيلي، والذي يهدف إلى تزويد تشيلي بطاقة أنظف، مع تقليل اعتمادها أيضًا على الوقود الأحفوري مثل الفحم والغاز الطبيعي. حددت تشيلي هدفًا لإنتاج 20% من احتياجاتها من الكهرباء من مصادر الطاقة النظيفة بحلول عام 2025. 
ستمنع محطة سيرو دومينادور انبعاث ما يقرب من 643000 طن من ثاني أكسيد الكربون إلى الغلاف الجوي كل عام. كما سيكون إنشاء المحطة وتشغيلها وصيانتها بمثابة حافز للتنمية الاجتماعية والاقتصادية الإقليمية، مما يخلق عددًا كبيرًا من الوظائف المباشرة وغير المباشرة في البناء والتطوير والتكليف وتشغيل المحطة بالإضافة إلى شبكة من الخدمات التي من شأنها تعزيز النمو الاقتصادي في المنطقة. 

## روابط خارجية
- (بالإسبانية) Municipality of María Elena[وصلة مكسورة]
- (بالإسبانية) Chile Environmental Authority
- EIG Global Energy Partners

قالب:Communes in Antofagasta Region